# Gil Colona (obispo)
Gil Colona, también llamado Gil Coloma o Gil de Colonia, fue obispo de Badajoz entre los años 1282 y 1286. Los escasos datos que se conocen de este prelado proceden de una carta del rey  Sancho IV, llamado «el Bravo», otorgada en 1284 y que transcribe Solano, experto en el asunto.